# Quý Bố
Quý Bố (tiếng Trung: 季布; bính âm: Jì Bù) là tướng phục vụ chính quyền Tây Sở và nhà Hán trong lịch sử Trung Quốc. Ông nổi tiếng là người trọng lời hứa.

## Nhờ Chu Gia cứu giúp
Quý Bố là người nước Sở, tính khí khái, thích làm việc nghĩa hiệp. Ông rất có danh tiếng. Quý Bố theo Sở Bá vương Hạng Vũ được làm tướng.
Trong cuộc chiến tranh với Hán, Quý Bố cầm quân nhiều lần làm Lưu Bang nguy khốn. Vì vậy khi Hạng Vũ bị diệt, Lưu Bang treo thưởng ngàn vàng cho ai tìm được Quý Bố, ai dám giấu trong nhà thì trị tội giết ba họ.
Quý Bố trốn ở nhà họ Chu ở đất Bộc Dương. Họ Chu tìm cách cứu Quý Bố, bèn cạo đầu ông, lấy vòng sắt buộc vào cổ, cho mặc áo ngắn đặt ở trong xe tang cùng vài mươi người đầy tớ trong nhà, rồi đem Quý Bố đến bán cho nhà Chu Gia vốn là một người nghĩa hiệp. Chu Gia nhận ra Quý Bố, bèn mua ông về và cho ra đồng cày ruộng, đồng thời dặn con trai phải đối xử tốt với ông.
Sau đó Chu Gia lên xe ngựa đi Lạc Dương, vào gặp đại thần Hạ Hầu Anh, đề nghị Hạ Hầu Anh nên nói giúp với Lưu Bang để Quý Bố được sống, vì khi ông phục vụ cho Hạng Vũ chỉ biết làm theo bổn phận.
Hạ Hầu Anh thấy Chu Gia nói phải, bèn tâu lên Lưu Bang. Lưu Bang bằng lòng tha tội cho Quý Bố, gọi ông đến phong làm lang trung. Sau vụ việc này Chu Gia cũng được nổi tiếng.

## Thời Lã Hậu
Sang thời Lã Hậu cầm quyền, Quý Bố làm lang trung tướng. Thiền Vu nước Hung Nô là Mặc Đốn lần đưa thư tỏ tình Lã Hậu, lời lẽ thô tục. Lã Hậu cả giận, cho mời các tướng để bàn. Thượng tướng quân Phàn Khoái nói xin mang mười vạn quân đi đánh để trả thù. Các tướng đều phụ họa theo, Quý Bố không đồng tình. Ông cho rằng:
Cao Đế cầm quân hơn bốn mươi vạn, còn bị nguy khốn ở Bình Thành; nay với mươi vạn quân, Khoái làm sao có thể tung hoành ở đất Hung Nô được? Thế là nói dối trước mặt thái hậu. Vả chăng, Tần gây sự với quân Hồ thì bọn Trần Thắng nổi lên, đến nay vết thương vẫn chưa lành. Khoái lại xu nịnh trước mặt thái hậu muốn làm thiên hạ rung động.
Những người dự họp lúc bấy giờ đều sợ, Lã Hậu bèn thôi không bàn đền việc đánh Hung Nô nữa. Sau đó Quý Bố được phong làm thái thú ở Hà Đông.

## Thời Hán Văn Đế
Thời Hán Văn Đế, vua nghe tiếng ông là người hiền bèn cho mời vào, muốn cho làm Ngự sử đại phu. Quý Bố đến kinh thành Lạc Dương, ở tại nhà khách xá một tháng chờ đợi. Lại có người nói ông là người mạnh mẽ, khi đã say thì bướng bỉnh khó gần. Vì vậy Hán Văn Đế bãi chức thái thú Hà Đông của ông. Quý Bố bèn vào gặp Hán Văn Đế thưa rằng:
"Thần không có công lao. Trộm được bệ hạ thương đến, chờ tội ở Hà Đông, bệ hạ vô cớ gọi thần, chắc là có người lừa dối bệ hạ về thần. Nay thần đến, không được làm việc gì lại bãi miễn mà về. Điều này chắc là có người gian thần. Bệ hạ vì một người khen mà gọi thần đến, lại vì một người chê mà cho thần đi, thần sợ những người có kiến thức trong thiên hạ nghe thế có thể dò biết bệ hạ là người như thế nào."
Hán Văn Đế xấu hổ, im lặng rồi phục chức cho ông về Hà Đông.
Em trai Quý Bố là Quý Tâm nổi tiếng dũng cảm nhất Quan Trung, đối đãi với người ta rất cung kính, cẩn thận, tính nghĩa hiệp. Hai anh em nổi tiếng ở kinh kỳ vì một người về dũng cảm, một người về tín cẩn trong ngôn ngữ. Người đời lúc đó truyền tụng nhau câu: "Được trăm cân vàng không bằng một lời hứa của Quý Bố".
Sau này không rõ Quý Bố mất năm nào. Ông sống từ thời Tần tới thời Hán Văn Đế, hoạt động trong khoảng hơn 30 năm.